# Mai 1903

## Événements
- 1er mai : voyage à Paris du roi Édouard VII du Royaume-Uni, visant à renouer des contacts avec la France après l’affaire de Fachoda, afin de jeter les bases de l'Entente cordiale.

- 4 mai : loi martiale en Macédoine à la suite d’attentats commis par les comités de l’Organisation révolutionnaire intérieure macédonienne (Comitadjis).

- 12 mai : l’implantation d’un foyer juif dans le Sinaï est rejetée par les autorités anglo-égyptiennes.

- 17 mai, France : affrontement entre catholiques et socialistes à Paris sur la question des congrégations.

- 20 mai : signature entre la Grande-Bretagne et la France de deux conventions de bail concernant les Enclaves de Forcados et Badjibo, sur le fleuve Niger, dans l'actuel Nigeria.

- 23 mai : première liaison téléphonique entre Paris et Rome.

- 27 mai : fondation en Allemagne de la société Telefunken.

- 28 mai : en Turquie, un nouveau tremblement de terre à Constantinople fait 2000 victimes.

## Naissances
- 2 mai : Marcel Houyoux, coureur cycliste belge († 28 novembre 1983).
- 3 mai : Bing Crosby, chanteur et acteur américain († 14 octobre 1977).
- 8 mai : Fernandel (Fernand Joseph Désiré Contandin), comédien († 26 février 1971).
- 23 mai : Pablo Muñoz Vega, cardinal équatorien, jésuite et archevêque de Quito († 3 juin 1994).
- 29 mai : Bob Hope, acteur et humoriste américain († 27 juillet 2003).

## Décès
- 3 mai : Pierre Cuzacq, géomètre et écrivain français (° 22 novembre 1830).
- 9 mai : Paul Gauguin, peintre français, aux Îles Marquises (° 7 juin 1848).
- 12 mai : Jean Victor Albert De Gesne, peintre français (° 19 août 1843).
- 24 mai : Marcel Renault, coureur automobile.